# Palčje

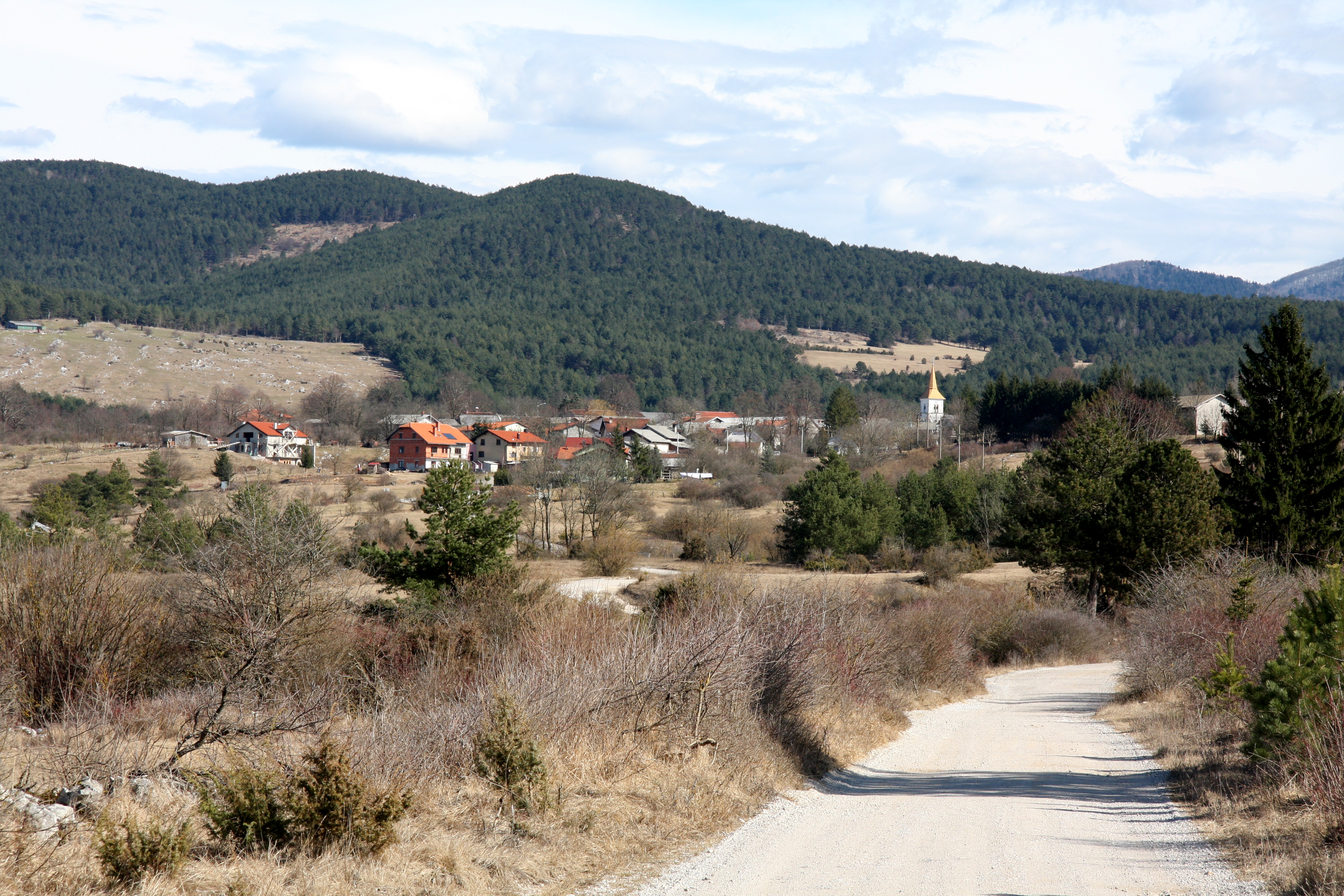
Palčje (9. März 2009)

Palčje ist ein Dorf im Osten der Gemeinde Pivka des Küstenlandes Primorska im Karst-Gebiet der historischen Krain in Slowenien mit 208 Einwohnern (2002).
Die dem heiligen Nikolaus geweihte Ortskirche am Marktplatz im Zentrum, im 17. Jahrhundert erbaut, untersteht der Kirchengemeinde Trnje.
Nördlich des Dorfs liegt der zeitweilig austrocknende Palčje-See. Er ist der größte der Seen in der Gemeinde Pivka mit einer durchschnittlichen maximalen Wasseroberfläche von einem Quadratkilometer.